# Restoro d'Arezzo
Restoro d'Arezzo (Arezzo, ... – ...; fl. XIII secolo) è stato uno scrittore cosmografo italiano del XIII secolo autore della prima opera scritta in volgare di carattere astronomico-geografico.

## Biografia
Di Restoro d'Arezzo, non abbiamo fonti sicure per poter attingere alla sua vita ma sappiamo che scrisse La composizione del mondo colle sue cascioni, un trattato enciclopedico diviso in due libri (nel primo si mostra com'è fatto il mondo, nel secondo si spiega perché esso è così strutturato). A loro volta sono divisi in distinzioni, parti e capitoli, secondo il metodo scolastico che si fonda su simmetrie costruttive: di ciascun tema affrontato nel libro I si espongono, nelle distinzioni prima e ottava del II, le cause formali e finali; l'ottava con cui si conclude il trattati e nella quale si affrontano nuovi temi, ha lo stesso numero di capitoli (ventiquattro) del libro I. Restoro cui dimostra di conoscere in modo approfondito le teorie di Aristotele, di Tolomeo, di Alberto Magno, il contenuto del De sphera di Sacrobosco ma anche filosofi e scienziati arabi conosciuti tramite traduzioni latine, come Averroè, Avicenna, Albumasar e al-Farghani.

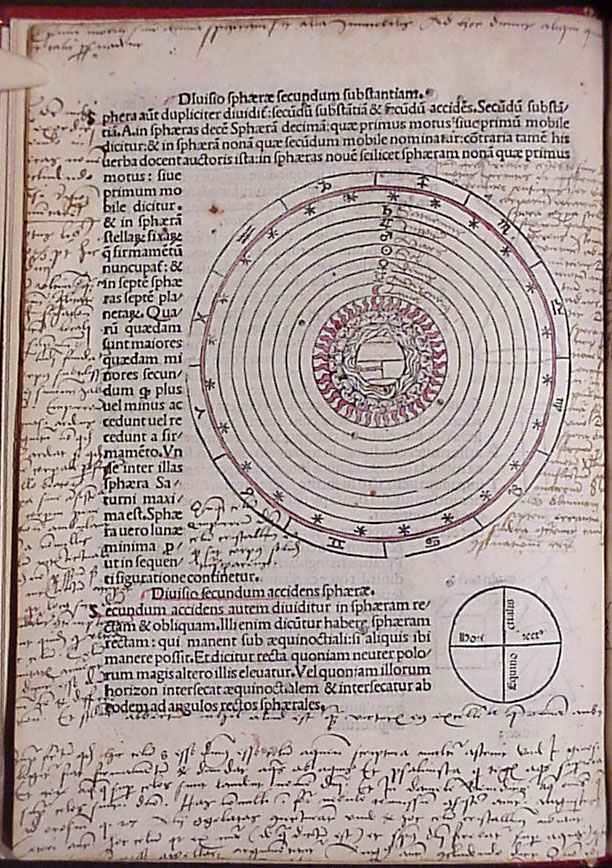
Copia annotata del Tractatus de Sphaera di Giovanni Sacrobosco

Sappiamo dall'explicit della sua opera che il trattato venne scritto nel 1282 con tutta probabilità nell'ambito aretino e, dai pochi accenni autobiografici contenuti nell'opera, si è ipotizzato che fosse un orefice e un disegnatore, che avesse scritto il trattato in età avanzata e che appartenesse al clero.
La composizione del mondo è strutturata in due libri composti rispettivamente da 24 e da 94 capitoli.

Nel primo libro l'autore descrive il macrocosmo e il microcosmo con acuto spirito d'osservazione, mentre nel secondo, che è suddiviso in otto "distinzioni", egli discute dei fenomeni e delle cause.
Il codice più antico e maggiormente fedele dal punto di vista linguistico all'opera originale è il Ricciardiano 2164.
Le teorie di Restoro vengono messe in discussione da Dante nel suo trattato scientifico Quaestio de aqua et terra letta a Verona davanti al clero nel gennaio del 1320 nel quale egli, per confutare un passo di Aristotele, sostiene la tesi che nel globo le terre emerse sono più alte delle acque.

## Edizioni
- Enrico Narducci (a cura di), La composizione del mondo di Ristoro d'Arezzo, testo italiano del 1282, Roma, tip. delle scienze matematiche, 1859.
- La composizione del mondo colle sue cascioni, edizione critica a cura di Alberto Morino, Firenze 1976;
- La composizione del mondo, a cura di Alberto Morino, Parma 1997 (edizione con commento);
- La composizione del mondo, a cura di Alberto Morino, Trento 2007 (nuova edizione con commento e con diversa paragrafatura).